# Юшала (приток Тайрука)
Юшала (баш. Юшалы «яшмовый»)— река в Ишимбайском районе Башкортостана, левый приток Тайрука. Впадает выше реки Баик и ниже Каранки.
Протекает через деревню Новониколаевка, у подножия горы Ташлыгыртау.
По реке назван колхоз «Юшалы», д. Новониколаевка имеет другое название — Юшала.